# 피에르 마리 바르텔레미 페리노
피에르 마리 바르텔레미 페리노(프랑스어: Pierre Marie Barthélemy Ferino, 1747년 8월 23일~1816년 6월 28일, 파리)는 프랑스의 장군이자 정치가이다. 사보이아 지방에서 태어난 그는 합스부르크 군 하급 장교의 아들로 태어났다. 1789년 프랑스 혁명 중 그는 프랑스로 건너가 프랑스군에서 임관을 받았다. 1793년에 그의 군대는 그의 엄격한 규율 때문에 그를 해임했지만, 그는 즉시 복직되어 참모진의 계급으로 빠르게 상승했다. 그는 1796년 여름 원정에서 오스트리아군을 바이에른으로 몰아내는 것을 도왔고, 그해 말 프랑스로 퇴각하는 모로의 행방을 취재하여 마지막 부대가 안전하게 건널 때까지 휘닝겐의 라인 다리를 방어했다.
페리노는 1799년 도나우 군대의 최남단을 지휘하여 오스트라흐와 슈토카흐 전투에 참전했다. 1804년 나폴레옹은 그에게 레지옹 도뇌르 훈장 대십자를 수여했다. 1805년에 페리노는 상원의원이 되었고, 1808년에 그를 제국 백작으로 키웠다. 그의 이름은 개선문에 새겨져 있다.

## 가족
바르텔레미 페리노는 스위스 연방 국경 근처의 비제초 계곡의 크라베지아에서 태어났다. 이 부분은 피에몬테로 알려졌으며, 그가 태어났을 당시 사보이아가의 통치하에 있었다. 그의 아버지 베르나르도 페리노는 소위 벤더 연대의 장교였으며, 7년 전쟁 동안 오스트리아군에 복무했다. 바르텔레미 페리노는 1768년에 오스트리아군에 입대했으며, 1779년에는 대위로 추대되었다. 합스부르크 군대에서 그의 승진은 적었다. 프랑스 혁명 당시 인식된 불평등에 대한 대응 그는 프랑스로 이주하여 1792년에 프랑스 군대에 임관했다.

## 프랑스 혁명 전쟁에서의 복무
1792년 8월 1일, 그는 필립 커스틴이 지휘하는 라인군의 일부인 라인 엽기병이라고도 불리는 비롱 군단의 중령으로 임명되었다. 페리노는 12월에 여단장으로 임명되었고, 1793년 8월 23일에는 선봉대를 지휘하는 사단장이 되었다. 그는 너무 엄격하게 규율을 유지했다는 이유로 해고되었지만, 즉시 복직되었다. 그는 장 빅토르 모로의 지휘하에 모젤 군대에 배치되었다. 1795년에는 라인모젤군 중장으로 임명되었고, 1796년에는 우익 라인모젤군 사령관으로 임명되었다. 이 부대와 함께 그는 란다우 전투에 참가했고, 1796년 여름 전역에서 모로와 장 밥티스트 주르당이 오스트리아군을 라인란트에서 바이에른으로 밀어내는 것을 도왔다. 그는 콘스탄스 호수의 브레겐츠에서 콘데의 망명군을 격파했다. 뒤이은 오스트리아의 부활에서 그는 프랑스가 그해 8월과 9월에 남부 독일을 통해 퇴각할 때 모로의 주요 군대에 대한 오른쪽 측면의 보호 엄호를 유지했다. 그는 슐리엔겐 전투에 참여했다. 프랑스군이 슐리엔겐 이후로 철수했을 때 그는 마지막 프랑스군이 강을 안전하게 건널 때까지 스위스 도시 바젤 북쪽의 휘닝겐에서 라인강 도하를 방어했다.
1797년 왕당파 쿠데타 시도 동안 페리노는 왕당파 성향을 갖고 있다는 비난을 받고 지휘에서 해임되었지만, 마인츠 군대의 일부로 1798년에 복귀했다. 그는 라인 지역에서 발생한 다른 군대의 많은 학대에도 불구하고 자신이 알려지게 된 엄격한 규율을 계속했고, 그의 군대는 좋은 질서를 유지했다. 1798년 말, 그는 11월에 장 밥티스트 주르당이 지휘를 맡아 1799년 계획된 남부 독일 침공을 위한 군대를 조직했을 때, 지금은 관측군이라고 불리는 전 마인츠 군대를 지휘했다.
제2차 연합 전쟁에서 도나우 군대의 1사단의 사령관으로서 페리노는 사단을 이끌고 휘닝겐에서 라인강을 건너 바덴 공국을 지나 샤프하우젠으로 진군했다. 그는 1796년 전역에서 이 지역에 대해 잘 알고 있었다. 그의 사단은 1799년 3월 21일 오스트라흐 전투에서 요르단의 주력부대의 우측 측면을 확보했다. 그의 군대는 주요 전투 지역 밖에 남아 있었지만, 퇴각하는 동안 그의 군대의 일부는 카를 대공의 군대에 의해 차단되었고, 사로잡혔다.
오스트라흐에서 프랑스군이 철수할 때 그는 다시 측면을 확보하고 슈토카흐 근처 콘스탄스 호수의 가장 서쪽 지점에 있는 작은 마을인 보드만을 향해 서쪽으로 발걸음을 되돌렸다. 그곳에서 그는 1799년 3월 슈토카흐에서 스위스로부터의 오스트리아의 접근에 맞서 주력군을 지켰다.
스위스에서 접근하는 오스트리아군 사이에 경계선을 유지하면서 폰 호체 남작의 지휘 아래 대부분의 페리노 사단은 슈톡카에서 교전 첫 몇 시간 동안 동시 공격에 참여했다. 조셉 소우함의 중앙(다뉴브군의 2사단)의 일부와 함께 그들은 오스트리아 좌파를 공격했지만, 압도적인 수에 의해 저지되었다. 페리노는 다시 공격을 시도했고, 대포로 공격을 개시했고, 애쉬와 스토카흐 사이 도로 양쪽의 숲을 통한 공격이 이어졌다. 2개 종대가 2번의 공격을 가했고, 둘 다 격퇴되었다. 마침내, 페리노는 그의 세 번째 열을 돌격에 추가했고, 이는 오스트리아군이 전선을 재편성하는 결과를 가져왔고, 중앙에서 무거운 포를 발사하는 대포를 발사했다. 페리노는 포탄이 떨어졌기 때문에 대응할 수 없었지만, 그의 군대는 총검을 고정하고 발비에스 마을을 돌격하여 맹렬한 포격과 대규모 숫자에도 불구하고 함락시켰다. 그들은 어둠 속에서 마을을 포기해야 했다.

## 나폴레옹과의 관계
브뤼메르 18일 쿠데타 직후, 나폴레옹은 페리노를 8사단의 사령관으로 임명했다. 그는 각각 프리메어 19일과 25 프리레알 25일에 레종 도뇌르의 회원과 대관이 되었다. 나폴레옹은 그를 피렌체 원로원에 임명했고 1808년 그를 제국의 백작으로 임명한 다음 그를 네덜란드의 군 총독으로 임명했다. 1813년 페리노는 네덜란드 방위군을 조직했다.

## 왕정복고
프랑스 상원의원으로서 페리노는 1814년에 나폴레옹의 퇴위를 요청하는 투표를 했고, 1815년에는 나폴레옹이 엘바 유배에서 돌아오는 100일에 참여하지 않았다. 복원 후 루이 18세는 페리노의 명예와 지위를 유지하고 그에게 귀화 시민권 증명서를 수여했다. 이를 통해 그는 계속해서 새로운 귀족원에 앉을 수 있었다. 페리노는 1816년 6월 28일 파리에서 사망했다. 그의 이름은 파리 개선문에 새겨져 있다.